# .xk
.xk — временный неофициальный национальный домен верхнего уровня Республики Косово, присвоенный в соответствии с резолюцией 1244/99 Совета Безопасности ООН.
XK подпадает под ISO 3166-1 «назначаемые пользователем коды альфа-2», которые включают AA, ZZ, QM до QZ и XA до XZ. Это означает, что он зарезервирован для частного использования и не будет постоянно закреплен за какой-либо организацией, а также не будет использоваться в качестве домена верхнего уровня с кодом страны. Таким образом, его использование носит неофициальный и временный характер, пока Косово не будет присвоен собственный код страны альфа-2.